# گلک (سرده)
گلک (سرده) (نام علمی: Micromeria) نام یک سرده از تیره نعناعیان است.